# Rhynchodoras castilloi
Rhynchodoras castilloi is een straalvinnige vissensoort uit de familie van de doornmeervallen (Doradidae). De wetenschappelijke naam van de soort is voor het eerst geldig gepubliceerd in 2007 door Birindelli, Sabaj Pérez & Taphorn.